# Oospila striolata
Oospila striolata är en fjärilsart som beskrevs av Louis Beethoven Prout 1918. Oospila striolata ingår i släktet Oospila och familjen mätare. Inga underarter finns listade i Catalogue of Life.